# Oğulcan Çağlayan
Oğulcan Çağlayan (Ankara, 22 marzo 1996) è un calciatore turco, attaccante del Kocaelispor.

## Statistiche

### Presenze e reti nei club
Statistiche aggiornate al 1º febbraio 2018.
| Stagione                   | Squadra                    | Campionato                 | Campionato | Campionato | Coppe nazionali | Coppe nazionali | Coppe nazionali | Coppe continentali | Coppe continentali | Coppe continentali | Altre coppe | Altre coppe | Altre coppe | Totale | Totale |
| Stagione                   | Squadra                    | Comp                       | Pres       | Reti       | Comp            | Pres            | Reti            | Comp               | Pres               | Reti               | Comp        | Pres        | Reti        | Pres   | Reti   |
| -------------------------- | -------------------------- | -------------------------- | ---------- | ---------- | --------------- | --------------- | --------------- | ------------------ | ------------------ | ------------------ | ----------- | ----------- | ----------- | ------ | ------ |
| feb.-giu. 2014             | Gaziantepspor              | SL                         | 4          | 0          | TK              | -               | -               | -                  | -                  | -                  | -           | -           | -           | 4      | 0      |
| 2014-gen. 2015             | Gaziantepspor              | SL                         | 11         | 2          | TK              | 5               | 1               | -                  | -                  | -                  | -           | -           | -           | 16     | 3      |
| Totale Gaziantepspor       | Totale Gaziantepspor       | Totale Gaziantepspor       | 15         | 2          |                 | 5               | 1               |                    | -                  | -                  |             | -           | -           | 20     | 3      |
| gen.-giu. 2015             | Kayseri Erciyesspor        | SL                         | 11         | 3          | TK              | -               | -               | -                  | -                  | -                  | -           | -           | -           | 11     | 3      |
| ago. 2015                  | Kayseri Erciyesspor        | 1. Lig                     | 1          | 0          | TK              | 0               | 0               | -                  | -                  | -                  | -           | -           | -           | 1      | 0      |
| Totale Kayseri Erciyesspor | Totale Kayseri Erciyesspor | Totale Kayseri Erciyesspor | 12         | 3          |                 | 0               | 0               |                    | -                  | -                  |             | -           | -           | 12     | 3      |
| ago. 2015-2016             | Kayserispor                | SL                         | 25         | 1          | TK              | 9               | 2               | -                  | -                  | -                  | -           | -           | -           | 34     | 3      |
| 2016-2017                  | Çaykur Rizespor            | SL                         | 25         | 1          | TK              | 6               | 2               | -                  | -                  | -                  | -           | -           | -           | 31     | 3      |
| 2017-2018                  | Çaykur Rizespor            | 1. Lig                     | 16         | 1          | TK              | 0               | 0               | -                  | -                  | -                  | -           | -           | -           | 16     | 1      |
| Totale Caykur Rizespor     | Totale Caykur Rizespor     | Totale Caykur Rizespor     | 41         | 2          |                 | 6               | 2               |                    | -                  | -                  |             | -           | -           | 47     | 4      |
| Totale carriera            | Totale carriera            | Totale carriera            | 93         | 8          |                 | 20              | 5               |                    | -                  | -                  |             | -           | -           | 113    | 13     |

### Cronologia presenze e reti in nazionale
| Cronologia completa delle presenze e delle reti in nazionale ― Turchia under 21 | Cronologia completa delle presenze e delle reti in nazionale ― Turchia under 21 | Cronologia completa delle presenze e delle reti in nazionale ― Turchia under 21 | Cronologia completa delle presenze e delle reti in nazionale ― Turchia under 21 | Cronologia completa delle presenze e delle reti in nazionale ― Turchia under 21 | Cronologia completa delle presenze e delle reti in nazionale ― Turchia under 21 | Cronologia completa delle presenze e delle reti in nazionale ― Turchia under 21 | Cronologia completa delle presenze e delle reti in nazionale ― Turchia under 21 |
| Data                                                                            | Città                                                                           | In casa                                                                         | Risultato                                                                       | Ospiti                                                                          | Competizione                                                                    | Reti                                                                            | Note                                                                            |
| ------------------------------------------------------------------------------- | ------------------------------------------------------------------------------- | ------------------------------------------------------------------------------- | ------------------------------------------------------------------------------- | ------------------------------------------------------------------------------- | ------------------------------------------------------------------------------- | ------------------------------------------------------------------------------- | ------------------------------------------------------------------------------- |
| 4-9-2015                                                                        | Istanbul                                                                        | Turchia under 21                                                                | 0 – 1                                                                           | Australia under 21                                                              | Amichevole                                                                      | -                                                                               | 69’                                                                             |
| 8-9-2015                                                                        | Istanbul                                                                        | Turchia under 21                                                                | 0 – 1                                                                           | Paesi Bassi under 21                                                            | Qual. Europeo Under-21 2017                                                     | -                                                                               | 70’                                                                             |
| 9-10-2015                                                                       | Sluck                                                                           | Bielorussia under 21                                                            | 0 – 2                                                                           | Turchia under 21                                                                | Qual. Europeo Under-21 2017                                                     | -                                                                               |                                                                                 |
| 12-11-2015                                                                      | Larnaca                                                                         | Cipro under 21                                                                  | 0 – 3                                                                           | Turchia under 21                                                                | Qual. Europeo Under-21 2017                                                     | -                                                                               | 76’                                                                             |
| 1-9-2016                                                                        | Ankara                                                                          | Turchia under 21                                                                | 0 – 1                                                                           | Cipro under 21                                                                  | Qual. Europeo Under-21 2017                                                     | -                                                                               | 76’                                                                             |
| 6-9-2016                                                                        | Ankara                                                                          | Turchia under 21                                                                | 1 – 0                                                                           | Bielorussia under 21                                                            | Qual. Europeo Under-21 2017                                                     | 1                                                                               | 90’ 91’                                                                         |
| 6-10-2016                                                                       | Alkmaar                                                                         | Paesi Bassi under 21                                                            | 0 – 0                                                                           | Turchia under 21                                                                | Qual. Europeo Under-21 2017                                                     | -                                                                               | 64’                                                                             |
| 11-10-2016                                                                      | Alanya                                                                          | Turchia under 21                                                                | 1 – 1                                                                           | Slovacchia under 21                                                             | Qual. Europeo Under-21 2017                                                     | -                                                                               | 66’                                                                             |
| 10-11-2016                                                                      | Berlino                                                                         | Germania under 21                                                               | 1 – 0                                                                           | Turchia under 21                                                                | Amichevole                                                                      | -                                                                               | 89’                                                                             |
| 31-8-2017                                                                       | Praga                                                                           | Rep. Ceca under 21                                                              | 1 – 1                                                                           | Turchia under 21                                                                | Amichevole                                                                      | -                                                                               | 61’                                                                             |
| 5-9-2017                                                                        | Oud-Heverlee                                                                    | Belgio under 21                                                                 | 0 – 0                                                                           | Ungheria under 21                                                               | Qual. Europeo Under-21 2019                                                     | -                                                                               | 58’ 71’                                                                         |
| 5-10-2017                                                                       | Larnaca                                                                         | Cipro under 21                                                                  | 2 – 1                                                                           | Turchia under 21                                                                | Qual. Europeo Under-21 2019                                                     | -                                                                               | 61’                                                                             |
| 10-10-2017                                                                      | Istanbul                                                                        | Turchia under 21                                                                | 0 – 0                                                                           | Ungheria under 21                                                               | Qual. Europeo Under-21 2019                                                     | -                                                                               | 66’                                                                             |
| 14-11-2017                                                                      | Istanbul                                                                        | Turchia under 21                                                                | 1 – 2                                                                           | Belgio under 21                                                                 | Qual. Europeo Under-21 2019                                                     | -                                                                               | 61’                                                                             |
| Totale                                                                          |                                                                                 | Presenze                                                                        | 14                                                                              |                                                                                 | Reti                                                                            | 1                                                                               |                                                                                 |

## Palmarès

### Club

#### Competizioni nazionali
- TFF 1. Lig: 2

Çaykur Rizespor: 2017-2018
Kocaelispor: 2024-2025